# Ruspolia
A Ruspolia fürgeszöcskefélék rendszertani családjának egyik neme. Az ide tartozó fajok jellegzetessége a kúpos fejük. 

## Elterjedés
A genus tagjai a legtöbb kontinensen megtalálhatóak, Észak-Amerika és az Antarktisz kivételével.

## Fajok
A nembe 41 faj tartozik. Magyarországon egy faj, a nagy kúpfejűszöcske képviseli.
1. Ruspolia abruptus Walker, 1869
2. Ruspolia ampla Walker, 1869
3. Ruspolia aostae Karny, 1920
4. Ruspolia baileyi Otte, 1997
5. Ruspolia basiguttata Bolívar, 1906
6. Ruspolia brachixipha Redtenbacher, 1891
7. Ruspolia breviceps Walker, 1870
8. Ruspolia consobrina Walker, 1869
9. Ruspolia differens Serville, 1838
10. Ruspolia diversa Walker, 1869
11. Ruspolia dubia Redtenbacher, 1891
12. Ruspolia egregius Karny, 1907
13. Ruspolia exigua Bolívar, 1922
14. Ruspolia flavovirens Karny, 1907
15. Ruspolia fuscopunctata Karny, 1907
16. Ruspolia halmaherae Brunner von Wattenwyl, 1898
17. Ruspolia indicator Walker, 1869
18. Ruspolia insularis Walker, 1869
19. Ruspolia intactus Walker, 1869
20. Ruspolia interruptus Walker, 1869
21. Ruspolia jaegeri Roy, 1971
22. Ruspolia kashmira Shah, Usmani, Ali & Dar, 2021
23. Ruspolia latiarma Bailey, 1975
24. Ruspolia lemairei Griffini, 1909
25. Ruspolia liangshanensis Lian & Liu, 1992
26. Ruspolia lineosa Walker, 1869
27. Ruspolia macroxiphus Redtenbacher, 1891
28. Ruspolia madagassa Redtenbacher, 1891
29. Ruspolia marshallae Bailey, 1980
30. Ruspolia nitidula Scopoli, 1786 – nagy kúpfejűszöcske
31. Ruspolia paraplesia Karny, 1907
32. Ruspolia persimilis Griffini, 1909
33. Ruspolia praeligata Bolívar, 1922
34. Ruspolia pulchella Karny, 1907
35. Ruspolia punctipennis Chopard, 1954
36. Ruspolia pygmaea Schulthess Schindler, 1898 – típusfaj
37. Ruspolia pyrgocorypha Karny, 1920
38. Ruspolia ruthae Bailey, 1975
39. Ruspolia sarae Bailey, 1975
40. Ruspolia subampla Bailey, 1975
41. Ruspolia yunnana Lian & Liu, 1992

## Fordítás
- Ez a szócikk részben vagy egészben  a   Ruspolia című angol Wikipédia-szócikk ezen változatának fordításán alapul.  Az eredeti cikk szerkesztőit annak laptörténete sorolja fel. Ez a jelzés csupán a megfogalmazás eredetét és a szerzői jogokat jelzi, nem szolgál a cikkben szereplő információk forrásmegjelöléseként.